# Така (посёлок)
Така (яп. 多可町 Така-тё:) — посёлок в Японии, находящийся в уезде Така префектуры Хиого. Площадь посёлка составляет 185,15 км², население — 21 788 человек (1 августа 2014), плотность населения — 117,68 чел./км².

## Географическое положение
Посёлок расположен на острове Хонсю в префектуре Хиого региона Кинки. С ним граничат города Нисиваки, Касай, Тамба, Асаго и посёлки Итикава, Камикава.

## Население
Население посёлка составляет 21 788 человек (1 августа 2014), а плотность — 117,68 чел./км². Изменение численности населения с 1980 по 2005 годы:
| 1980 | 26 095 чел. |  |
| 1985 | 26 179 чел. |  |
| 1990 | 25 745 чел. |  |
| 1995 | 25 440 чел. |  |
| 2000 | 25 331 чел. |  |
| 2005 | 24 304 чел. |  |

## Символика
Деревом посёлка считается Zelkova serrata, цветком — Lilium japonicum, птицей — Phasianus versicolor.